# Tawfeeq Abdul Razzaq
Tawfeeq Abdul Razzaq Al Hosani (1º luglio 1982) è un ex calciatore emiratino, di ruolo difensore.

## Carriera
Ha giocato per l'Al-Wahda con cui ha vinto due UAE Pro-League nel 2004-2005 e nel 2009-2010.